# Cotztetlana
Cotztetlana là một chi nhện trong họ Theraphosidae.